# Linghem
Linghem é uma comuna francesa na região administrativa de Altos da França, no departamento de Pas-de-Calais. Estende-se por uma área de 3,63 km². Em 2010 a comuna tinha 206 habitantes (densidade: 56,7 hab./km²).